# Ẁ
Cette page contient des caractères spéciaux ou non latins. S’ils s’affichent mal (▯, ?, etc.), consultez la page d’aide Unicode.
Ẁ (minuscule : ẁ), appelé W accent grave, est un graphème utilisé dans l’écriture du gallois. Elle était utilisée dans l’écriture de l’éwé.
Il s'agit de la lettre W diacritée d'un accent grave.

## Utilisation
En gallois, le W est une voyelle /ʊ, uː/ ou une semi-voyelle /w/. Dans les cas où la voyelle est courte plutôt que longue comme normalement, elle est diacritée d’un accent grave, par exemple : mwg /muːɡ/ (fumée), mẁg /mʊɡ/ (tasse).
En éwé, le W accent grave a parfois été utilisé pour le W virgule réfléchie ‹ w̔ › qui a été remplacé par la lettre V de ronde ‹ Ʋ, ʋ ›, représentant la consonne fricative bilabiale voisée /β/.
En kobaïen, la vaste majorité des w portent l'accent grave. Cependant, sur certaines pochettes, ce même caractère est représenté avec un macron (w̄), et en dehors des pochettes du groupe Magma, l'accent est habituellement omis, possiblement par son absence des claviers et le fait que les paroles des chansons ont été transcrites sur ordinateur avant l'ère Unicode.

## Représentations informatiques
Le W accent grave peut être représenté avec les caractères Unicode suivants
- précomposé (latin étendu additionnel) :

| forme     | représentation | chaîne de caractères | point de code | description                            |
| --------- | -------------- | -------------------- | ------------- | -------------------------------------- |
| capitale  | Ẁ              | Ẁ                    | U+1E80        | lettre majuscule latine w accent grave |
| minuscule | ẁ              | ẁ                    | U+1E81        | lettre minuscule latine w accent grave |

- décomposé (latin de base, diacritiques) :

| forme     | représentation | chaîne de caractères | point de code | description                                        |
| --------- | -------------- | -------------------- | ------------- | -------------------------------------------------- |
| capitale  | Ẁ              | W◌̀                   | U+0057 U+0300 | lettre majuscule latine w diacritique accent grave |
| minuscule | ẁ              | w◌̀                   | U+0077 U+0300 | lettre minuscule latine w diacritique accent grave |

Il peut aussi être représenté dans un ancien codage ISO/CEI 8859-14 :
- capitale Ẁ : A8
- minuscule ẁ : B8

## Sources
- Léopold Ako et Philip de Barros, Grammaire mina, 2006, 2e éd. (lire en ligne)